# Plankammer
Plankammer ist die landesherrliche oder staatliche Sammlung von Plänen, Rissen und anderem Kartenwerk.
Friedrich Wilhelm I. begründete die Plankammer des preußischen Generalstabs. Die Plankammer war verantwortlich für die Verwaltung gebrauchter Karten, die Organisation und Durchführung der Landesaufnahme, bzw. Aktualisierung des Kartenwerkes.
Plankammern in der militärischen Verwaltung, oft auch Kriegplankammern genannt, halten Kartenmaterial von Kriegsschauplätzen wichtiger Schlachten für die Generalstäbe der Heere vor.
Eine bedeutende Plankammer befindet sich in Österreich. Im österreichischen Staatsarchiv (Kriegsarchiv) wird unter anderem das Planmaterial für alle Kriege aufbewahrt, in welche die österreichischen Herrscher (im Wesentlichen das Haus Habsburg) seit dem Dreißigjährigen Krieg verwickelt waren.
Der Bestand an Karten und Abbildungen (wie zum Beispiel Lagepläne zu Festungsanlagen) unterlag oft strengster Geheimhaltung. Zudem wurden zielgerichtet Kopien von Karten ausgegeben, welche falsch, oder unvollständig waren, um eine mögliche Nutzung durch politische oder militärische Feinde zu erschweren.